# Testa del Rutor
La Testa del Rutor  (pron. fr. AFI: [ʁytɔʁ] - in francese, Tête du Rutor), detto localmente anche il Ruitor, è una montagna delle Alpi Graie alta 3486 m. La vetta è posta nelle vicinanze dello spartiacque italo-francese che dal colle del Piccolo San Bernardo scende verso sud. È totalmente situata in territorio italiano nei territori dei comuni di Valgrisenche e La Thuile.

## Caratteristiche
L'origine del toponimo è data da due parole del patois valdostano: roése, ghiacciaio, e tor, cima rocciosa.
Sulla vetta della montagna su un pilastrino in ferro a sezione triangolare è collocato il punto geodetico della rete primaria IGM denominato 041903 Testa Del Rutor.

## Ghiacciai
Dalla montagna scendono alcuni tra i più grandi ghiacciai della Valle d'Aosta. Sul versante del vallone di La Thuile troviamo il ghiacciaio del Rutor; sul versante della Valgrisenche è collocato il ghiacciaio di Morion.

## Ascensione

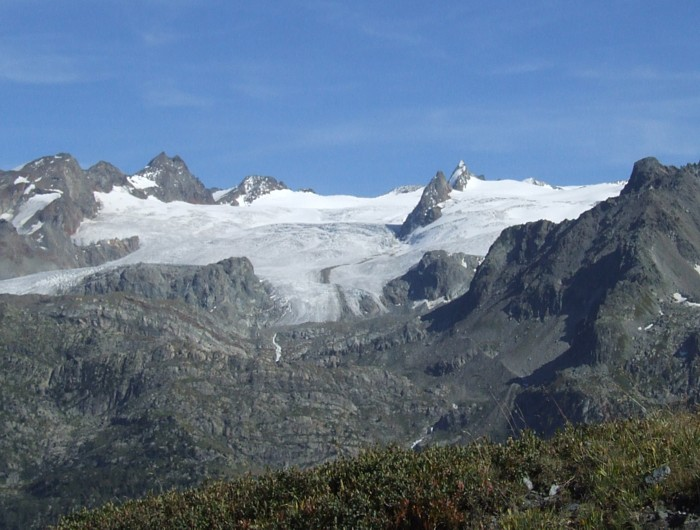
Il ghiacciaio e la Testa del Rutor

La via normale di salita si snoda nel Vallone di La Thuile dalla frazione La Joux nel comune di La Thuile. Si raggiunge dapprima il rifugio Albert Deffeyes (2494 m) e poi si sale al Colle del Rutor (3373 m) attraverso il ghiacciaio del Rutor. Dal colle si percorre la cresta terminale.
Un itinerario alternativo si svolge in Valgrisenche; esso si diparte dalla frazione Bonne nel comune di Valgrisenche appena sopra il lago di Beauregard. Si raggiunge il Rifugio degli Angeli al Morion. Lasciato il rifugio l'itinerario comporta la salita del ghiacciaio di Morion, l'arrivo al colle del Rutor (3373 m) e la cresta terminale.